# 53rd Weather Reconnaissance Squadron
Die 53rd Weather Reconnaissance Squadron (53. Wetteraufklärungsstaffel), auch bekannt unter ihrem Beinamen Hurricane Hunters, ist eine fliegende Einheit der United States Air Force. Sie ist dem 403rd Wing (403. Geschwader) des Air Force Reserve Command unterstellt und auf der Keesler AFB in Biloxi (Mississippi) stationiert. Ihre Aufgabe ist es, in tropische Stürme im Atlantik und der Karibik zu fliegen und Wetterdaten im und um den Sturm aufzuzeichnen.
Die Hurrican Hunters der Air Force Reserve unterscheiden sich von den auf der MacDill AFB in Florida stationierten NOAA Hurricane Hunters. Diese nutzen Lockheed WP-3D Orion und Gulfstream IV-SP für die ähnlichen Aufgaben.

## Geschichte

### Entstehung
- Aufgestellt als „3rd Weather Reconnaissance Squadron, Air Route, Medium“ am 7. August 1944

- Aktiviert am 31. August 1944

- Umbenannt in „3rd Reconnaissance Squadron, Weather, Heavy“ am 26. Januar 1945
- Umbenannt in „53rd Reconnaissance Squadron, Long Range, Weather“ am 15. Juni 1945
- Umbenannt in „53rd Reconnaissance Squadron, Very Long Range, Weather“ am 27. November 1945

- Deaktiviert am 15. Oktober 1947

- Umbenannt in „53rd Strategic Reconnaissance Squadron, Medium, Weather“ am 22. Januar 1951

- Aktiviert am 21. Februar 1951

- Umbenannt in „53rd Weather Reconnaissance Squadron“ am 15. Februar 1954

- Aufgelöst am 18. März 1960

- Wiederaufstellung am 8. Januar 1962

- Deaktiviert am 30. Juni 1991

- Aktiviert in der AF Reserve am 1. November 1993

### Stationierungsorte
- Presque Isle AAFld, Maine, 31. August 1944
- Grenier Field, New Hampshire, 9. November 1944
- Morrison Field, Florida, 8. November 1946 - 21 Jul 1947
- Kindley Field, Bermuda, 17. August – 15. Oktober 1947
- Kindley AFB, Bermuda, 21. Februar 1951 – 5. November 1953
- Burtonwood Air Depot (später, RAF Burtonwood), England, 7. November 1953
- RAF Alconbury, England, 25. April 1959
- RAF Mildenhall, England, 10. August 1959 – 18. März 1960
- Kindley AFB, Bermuda, 8. Januar 1962 – 1. Juli 1963
- Hunter AFB, Georgia, 31. August 1963
- Ramey AFB, Puerto Rico, 15. Juni 1966
- Keesler AFB, Mississippi, 1. Juli 1973 – 30. Juni 1991, 1. November 1993 -

### Eingesetzte Flugzeugmuster
- WC-130J Hercules, (1999–jetzt)
- WC-130A/B/E/H Hercules, (1965–2006)
- WB-47E Stratojet, (1963–1969)
- WB-50D Superfortress, (1956–1960, 1962–1963)
- WB-29 Superfortress, (1951–1956)
- B-29 Superfortress, (1946–1947)
- RB-17/TB-17 Flying Fortress, (1945–1947)
- B-25/WB-25D Mitchell, (1944, 1946–1947)

## Auszeichnungen
- Meritorious Unit Commendation:

- 23. Mai – 31. Oktober 1945

- Outstanding Unit Awards:

- 1. Dezember 1958 – 30. September 1959
- 1. Juli 1967 – 30. Juni 1968
- 1. Januar – 31. Dezember 1971
- 1. September 1975 – 1. Mai 1977
- 16. Juli 1977 – 16. Juli 1979
- 17. Juli 1979 – 15. Juni 1981
- 1. April 1984 – 31. März 1986
- 1. April 1986 – 31. März 1988
- 1. November 1993 – 30. April 1994
- 1. Mai 1994 – 30. April 1996
- 1. Mai 1996 – 31. August 1997